# Jan Jerzy IV Wettyn
Jan Jerzy IV Wettyn (ur. 18 października 1668 w Dreźnie, zm. 27 kwietnia 1694 w Dreźnie) – książę elektor Saksonii w latach 1691–1694.

## Życiorys
Był synem elektora Saksonii Jana Jerzego III Wettyna i Anny Zofii Oldenburg. Jego młodszym bratem był Fryderyk August I Wettyn.
W młodości za sprawą polityki dziada Fryderyka III był pretendentem do tronu duńskiego.
Po śmierci ojca w 1691 roku, został władcą Saksonii. Pozostając pod wpływem swoich doradców umocnił sojusz z Brandenburgią wymierzony przeciwko polityce Habsburgów w Rzeszy. Wszedł w konflikt z cesarzem Leopoldem I, co w 1692 roku stało się powodem wycofania armii saskiej z wojny z Turcją.
Ważną rolę w jego życiu odgrywała metresa Magdalena Sibylla von Neitschütz. Pomimo że książę elektor od 1692 roku był żonaty z Eleonorą von Sachsen-Eisenach, poświęcił się związkowi z kochanką, którą zamierzał oficjalnie poślubić. Budziło to niezadowolenie i animozje na dworze książęcym w Dreźnie.
Jan Jerzy IV Wettyn zmarł na ospę. Pochowany został w kościele św. Marii we Freibergu.
Jedynym jego dzieckiem była nieślubna córka Wilhelmina Maria Fryderyka von Rochlitz (ur. 1693, zm. po 1729), która pochodziła ze związku z Magdaleną Sibyllą von Neitschütz i która wyszła za mąż za kasztelana radomskiego Piotra Świętosława Dunina.
Po śmierci Jana Jerzego IV Wettyna władzę w Saksonii przejął Fryderyk August I Wettyn, późniejszy król Polski August II Mocny.